# Lintukari (ö i Birkaland)
Lintukari är en ö i Finland. Den ligger i sjön Näsijärvi och i kommunerna Tammerfors och Ylöjärvi i den ekonomiska regionen Tammerfors och landskapet Birkaland, i den södra delen av landet, 180 km norr om huvudstaden Helsingfors. Öns area är 0,4 hektar och dess största längd är 130 meter i öst-västlig riktning.